# Vokáčka
Vokáčka (Wokaczka) je zaniklá usedlost v Praze 4-Pankráci, která se nacházela severozápadně od kostela svatého Pankráce na rohu ulic Štětkova a Marie Cibulkové, na katastru pozdějšího města Nusle (1898).

## Historie
Hospodářská usedlost stála severozápadně od kostela svatého Pankráce. K roku 1841 ji držel Václav Svoboda. Jednalo se o dvě budovy v jednoduchém klasicistním slohu na čtvercovém půdorysu spojené v rohu.
Usedlost zanikla před rokem 1907 při vystavbě okolních činžovních domů tehdejšího města Nusle.